# Беверли-Хиллз, 90210 (сезон 2)
Второй сезон американского телесериала «Беверли-Хиллз, 90210» выходил в эфир канала «Fox» с 11 июля 1991 по 7 мая 1992 года — снято 28 эпизодов. Второй сезон вышел на DVD 1 мая 2007 года. В России вышел на канале СТС в 1997 году в дубляже фирмы «СВ КАДР».

## Сюжет
Да, новый учебный год готовит много интересного для ребят: каждый проводит лето по-разному. Брендон устроился работать в Пляжный клуб Беверли-Хиллз; Бренда, Андреа, Донна и Дэвид посещают занятия в актёрском классе под руководством молодого Криса Сьютера, в которого тут же влюбляется Андреа. Голова Бренды занята другими вещами: с Диланом происходит несчастный случай, и теперь он находится в доме Уолшей под присмотром заботливой матери Бренды — Синди. А вскоре погостить к сыну приезжает Айрис Макей.
Тем временем в школе появляется отчаянная Эмили Валентайн, и вскоре у неё начинается роман с Брендоном. Но после того, как она подмешивает наркотик в коктейль Брендона, юноша порывает с Эмили. Однако у девушки оказывается неустойчивая психика, и вскоре в редакцию школьной газеты начинают приходить письма с угрозами…
Тем временем Донна проявляет интерес к Дэвиду, который тяжело переживает смерть лучшего друга Скотта. Стив решает найти свою настоящую мать, Бренда пытается сдать на права, а мать Келли — Джеки и отец Дэвида — Мел Сильвер начинают встречаться. Через некоторое время Джеки говорит дочери, что ждёт ребёнка…
Отцу близнецов Джиму не нравится, что Бренда постоянно проводит время с Диланом. Он наказывает её, но девушка сбегает с Диланом в Мексику. Когда же это выясняется, между Джимом и Диланом происходит серьёзная ссора…

## В ролях

### Основной состав
- Джейсон Пристли — Брендон Уолш
- Шеннен Доэрти — Бренда Уолш
- Дженни Гарт — Келли Тейлор
- Иан Зиринг — Стив Сандерс
- Габриель Картерис — Андреа Цукерман
- Люк Перри — Дилан МаКей
- Брайан Остин Грин — Дэвид Сильвер
- Тори Спеллинг — Донна Мартин
- Кэрол Поттер — Синди Уолш
- Джеймс Экхаус — Джим Уолш

### Приглашённые звёзды
- Джо И. Тата — Нэт Буссиччио
- Джеймс Пикенс-Младший — Генри Томас
- Кристин Эллис — Эмили Валентайн
- Дуглас Эмерсон — Скотт Скэнлон
- Стефани Бичем — Айрис Макей
- Люси Лью — Кортни
- Вивика Фокс — Чериз Эш
- Майкл Сент-Джерард — Крис Сьютер
- Рози О’Доннелл — Играет себя
- Грант Шоу — Джейк Хэнсон
- Дениз Ричардс — Робин
- Лэйни Казан — Роза Цукерман
- Габриэль Анвар — Триша Кинни
- Мишель Никастро — Бренди
- Майкл Даррелл — Джон Мартин
- Кетрин Кэннон — Фелиция Мартин
- Гордон Карри — Бобби Уолш
- Дениз Доус — Миссис Ивон Тизли
- Мэттью Лоуренс — Мэл Сильвер
- Кристин Бэлфорд — Саманта Сандерс
- Джош Тейлор — Джек МакКей
- Ребекка Стабб — Дэйдра
- Энди Хирш — Джон Гриффин
- Чарльз Флейшер — Владелец магазина костюмов
- Скотт Джаек — Мистер Чапмен
- Дженни О’Хара — Пэм Скэнлон
- Мико Хьюз — Чаки в детстве
- Майкл Кадлитц — Тони Миллер
- Дэвид Лэшер — Кайл Коннерс
- Хизер МакАдам — Сара
- Color Me Badd — Играют себя

## Описание эпизодов
| № | №  | Название / Оригинальное название          | Режиссёр          | Сценарист                       | Премьера в США   | Зрители |
| --- | -- | ----------------------------------------- | ----------------- | ------------------------------- | ---------------- | ------- |
| 23 | 1  | «Beach Blanket Brandon»                   | Чарльз Брэйверман | Даррен Сар                      | 11 июля 1991     | 11.6    |
| Чтобы заработать на машину, Брендон устраивается работать в «Пляжный Клуб Беверли-Хиллз», где его начальником становится Генри Томас. А Бренда пытается разобраться в своих чувствах к Дилану и отношениях с родителями. |    |                                           |                   |                                 |                  |         |
| 24 | 2  | «The Party Fish»                          | Дэниэл Аттиас     | Чарльз Розин                    | 18 июля 1991     | 10.0    |
| Брендон влюбляется в коллегу Сэнди, а некий богач обещает покровительство юноше взамен на одну услугу. Донна, Андреа, Бренда и Дэвид решают посещать летние актёрские курсы в «Школе Западного Беверли-Хиллз». |    |                                           |                   |                                 |                  |         |
| 25 | 3  | «Summer Storm»                            | Чарльз Брэйверман | Стив Вассерман и Джессика Клейн | 25 июля 1991     | 11.6    |
| Джека МакКея отправляют в тюрьму за мошенничество, а Синди привозит пострадавшего во время несчастного случая Дилана в дом Уолшей, чем вызывает гнев Джима. Донна и Дэвид должна сыграть сцену из «Ромео и Джульетты», а Келли положила глаз на волейболиста Кайла. |    |                                           |                   |                                 |                  |         |
| 26 | 4  | «Anaconda»                                | Дэниэл Аттиас     | Джонатан Робертс                | 1 августа 1991   | 10.1    |
| Стив тайно устраивает вечер игры в покер в пляжном клубе после его закрытия, а на следующий день выясняется, что клуб ограбили. Главным подозреваемым становится Дилан. Между тем, Бренда сгорает на солнце. |    |                                           |                   |                                 |                  |         |
| 27 | 5  | «Play It Again, David»                    | Чарльз Брэйверман | Шерри Зифф                      | 8 августа 1991   | 11.1    |
| Отец Дэвида, дантист Мэл Сильвер начинает ухаживать за матерью Келли, Джеки, что приводит девушку в ужас. Тогда по совету Стива, Келли решает показать Мэлу свою тёмную сторону. По просьбе Андреа, Брендон приглядывает за 10-летним мальчиком по имени Феликс, которого избивает мать. Бренда не может выкинуть из головы Дилана, отдыхающего на Гавайях у своей матери.                      |    |                                           |                   |                                 |                  |         |
| 28 | 6  | «Pass/Not Pass»                           | Джефферсон Кибби  | Элисон Адлер                    | 15 августа 1991  | 10.1    |
| Лето подходит к концу. Бренда оказывается в необычной ситуации, когда ей приходится биться с Андреа за внимание их преподавателя по актёрскому мастерству — Криса Сьютера. Брендон наконец покупает машину своей мечты, но скоро понимает, что его «надули». Джим, в свою очередь, отказывается помогать сыну в данной ситуации.                                                                |    |                                           |                   |                                 |                  |         |
| 29 | 7  | «Camping Trip»                            | Джефф Мэлман      | Карен Розин                     | 29 августа 1991  | 10.5    |
| Ребята решают отправиться в небольшое путешествие и отдохнуть на природе, однако весёлая поездочка заканчивается выяснением отношений, когда молодая супружеская пара стучит в дверь домика ребят. |    |                                           |                   |                                 |                  |         |
| 30 | 8  | «Wildfire»                                | Дэниэл Аттиас     | Стив Вассерман и Джессика Клейн | 12 сентября 1991 | 11.5    |
| Начинается новый учебный год. Дэвид готовит концертную программу, а Бренда говорит Дилану, что они могут встречаться с другими людьми. Однако девушка приходит в бешенство, когда узнаёт, что новенькая Эмили Валентайн идёт на свидание сначала с Диланом, а потом и с Брендоном. Дэвид понимает, что они со Скоттом отдалились после этих каникул.                                            |    |                                           |                   |                                 |                  |         |
| 31 | 9  | «Ashes To Ashes»                          | Чарльз Брэйверман | Чарльз Розин и Джуди Энн Мэйсон | 19 сентября 1991 | 11.9    |
| У Уолшей появляются новые чернокожие соседи. Младший сын Робби начинает работать в школьной газете, а старшая сестра Чериз флиртует с Бендоном. Джим и Синди устанавливают в доме охранную систему после того, как полиция арестовывает чернокожего парня, оказавшегося молодым человеком Чериз.                                                                                                |    |                                           |                   |                                 |                  |         |
| 32 | 10 | «Necessity Is A Mother»                   | Джефферсон Кибби  | Стив Вассерман и Джессика Клейн | 26 сентября 1991 | 10.6    |
| Мать Дилана, Айрис МакКей, приезжает к сыну. У юноши начинаются проблемы с алкоголем и долгами. Единственная, кому Айрис симпатична, это Синди. От Айрис она узнаёт обстоятельства, приведшие к разногласиям в семье МакКей. |    |                                           |                   |                                 |                  |         |
| 33 | 11 | «Leading From The Heart»                  | Дэниэл Аттиас     | Даррен Стар                     | 10 октября 1991  | 10.4    |
| Двоюродный брат Бренды и Брендона, прикованный к инвалидному креслу Бобби, приезжает к Уолшам. Между ним и Келли сразу же возникает симпатия. Дэвид хочет пригласить Донну на свидание. Бренда сдаёт на права с третьей попытки. |    |                                           |                   |                                 |                  |         |
| 34 | 12 | «Down & Out Of District In Beverly Hills» | Чарльз Брэйверман | Карен Розин и Элисон Адлер      | 17 октября 1991  | 10.2    |
| Благодаря инициативе Брендона, Андреа получает престижную премию. Теперь журналист должен взять интервью у её родных, и Андреа может вылететь из школы, так как она указала не свой адрес. Сложные отношения бабушки Андреа, Розы Цукерман, с её родителями, ставят под угрозу будущее девочки. Между тем, Бренда пытается убедить Стива, что его новая подружка Кристин просто использует его… |    |                                           |                   |                                 |                  |         |
| 35 | 13 | «Halloween»                               | Майкл Кэтлман     | Джонатан Робертс                | 31 октября 1991  | 10.9    |
| Ребята отправляются на вечеринку по случаю Хэллоуина, где Келли чуть было не изнасиловал пьяный ковбой. Брендон и Эмили присматривают за племянниками девушки, а Дэвид и Скотт отправились на обстрел домов яйцами... |    |                                           |                   |                                 |                  |         |
| 36 | 14 | «The Next 50 Years»                       | Дэниэл Аттиас     | Карен Розин и Чарльз Розин      | 7 ноября 1991    | 13.6    |
| На вечеринке по случаю 16-летия Скотта происходит трагедия — юноша случайно застрелился прямо на глазах изумлённого Дэвида. Ребята пытаются поддержать друга, лишь больше нервируя Дэвида, который превратился в бомбу с часовым механизмом… |    |                                           |                   |                                 |                  |         |
| 37 | 15 | «U4EA»                                    | Чарльз Брэйверман | Элисон Адлер                    | 14 ноября 1991   | 13.0    |
| Эмили зовёт Брендона и ребят в подпольный ночной клуб, где добавляет Брендону в стакан воды наркотик. А Стив и Андреа, тем временем, в поисках клуба безуспешно пытаются «обменять яйцо». |    |                                           |                   |                                 |                  |         |
| 38 | 16 | «My Desperate Valentine»                  | Джефф Мэлман      | Майкл Свэрдлик                  | 21 ноября 1991   | 13.4    |
| Брендон порывает с Эмили, но девушка так отчаянно цепляется за эти отношения, что дело доходит до анонимных угроз в редакцию школы и молчаливых звонков в дом Уолшей. Тем временем, Дилан и Бренда окунаются в культурно-светскую жизнь. |    |                                           |                   |                                 |                  |         |
| 39 | 17 | «Chuckie's Back»                          | Брэдли Гросс      | Стив Вассерман и Джессика Клейн | 12 декабря 1991  | 11.8    |
| В школе появляется знаменитый мальчик-актёр, коллега Саманты, Чаки — враг детства Стива, между ними происходит, драка и Стива исключают из школы. |    |                                           |                   |                                 |                  |         |
| 40 | 18 | «A Walsh Family Christmas»                | Даррен Стар       | Даррен Стар                     | 19 декабря 1991  | 13.8    |
| Стив отправляется в Мексику на поиски своей родной матери, а рушащиеся планы ребят сводят компанию в доме Уолшей на праздничный ужин, куда Бренда приводит бездомного старика в костюме Санта Клауса. |    |                                           |                   |                                 |                  |         |
| 41 | 19 | «Fire & Ice»                              | Джефф Мэлман      | Карл Саутэр                     | 9 января 1992    | 11.8    |
| Брендон влюбляется в фигуристку Тришу Кинни, которая строит большие планы на своё спортивное будущее. Тем временем, начальница Бренды в магазине хитростью отнимает её комиссионные, но на помощь приходит мама девушки, Синди. |    |                                           |                   |                                 |                  |         |
| 42 | 20 | «A Competitive Edge»                      | Дэвид Карсон      | Дуглас Брукс Уэст               | 23 января 1992   | 11.8    |
| Брендон пытается выяснить, кто из игроков школьной команды употребляет стероиды и с ужасом понимает, что вынужден сказать правду дирекции школы, поставив под удар и Стива. Бренда попадает в небольшую аварию, участницей которой стала женщина, утверждающая, что повредила шею. |    |                                           |                   |                                 |                  |         |
| 43 | 21 | «Everybody's Talkin' 'Bout It»            | Дэниэл Аттиас     | Карен Розин и Чарльз Розин      | 6 февраля 1992   | 11.8    |
| Новая программа по пропаганде безопасного секса, организованная Андреа, приводит к бурной реакции как самих студентов, так и их родителей. Между тем, Дэвид не знает, как заговорить с Донной о сексе, а Бренда решает написать статью о том, как она боялась, что беременна. |    |                                           |                   |                                 |                  |         |
| 44 | 22 | «Baby Makes Five»                         | Билл Д'Элиа       | Стив Вассерман и Джессика Клейн | 13 февраля 1992  | 11.0    |
| Джеки признаётся дочери, что ждёт ребёнка от Мэла. Разрастающиеся слухи в скором времени ставят под угрозу отношения родителей Келли и Дэвида. Нэт берёт Стива, Брендона и Андреа на ипподром и с удивлением понимает, что у девушки дар угадывать победителя. Между тем, Дилан обещает Бренде на День Святого Валетина подарок, который она никогда не забудет.                                |    |                                           |                   |                                 |                  |         |
| 45 | 23 | «Cardio Funk»                             | Дэниэл Аттиас     | Стив Вассерман и Джессика Клейн | 27 февраля 1992  | 13.4    |
| Между Диланом и Брендой разлаживаются отношения, когда девушка увлекается студентом Тимом, с которым познакомилась в спортзале, а Дилан пытается помочь алкоголичке Саре, которую Брендон и Бренда спасли год назад на пляже. Между тем, Джим и Нэт решают открыть вечер караоке в «Персиковой косточке».                                                                                       |    |                                           |                   |                                 |                  |         |
| 46 | 24 | «The Pit & The Pendulum»                  | Дэниэл Аттиас     | Ларри Барбер и Пол Барбер       | 19 марта 1992    | 11.2    |
| У Джима появляется новый влиятельный клиент Диксон Сэнт-Клер, и мистер Уолш очень рад, когда узнаёт, что Брендон проявил интерес к его дочери Марси, руководящей проектом отца. Однако проблемы начинаются позже, когда выясняется, что для постройки удивительного торгово-развлекательного комплекса необходимо снести «Персиковую косточку».                                                 |    |                                           |                   |                                 |                  |         |
| 47 | 25 | «Meeting Mr. Pony»                        | Брэдли Гросс      | Джонатан Лемкин                 | 2 апреля 1992    | 13.2    |
| После закрытия кафе «Персиковая косточка» на Бренду нападает неизвестный с ружьём. Теперь девушку мучают ночные кошмары. |    |                                           |                   |                                 |                  |         |
| 48 | 26 | «Things To Do On A Rainy Day»             | Бэтани Руни       | Джонатан Робертс и Мария Сэмпл  | 23 апреля 1992   | 12.7    |
| Брендон, Стив и Дилан решают вызвать стриптизёршу, пока дом Уолешй пустует во время проливного дождя, а Дэвид с девчонками прорываются в отель, чтобы пробраться в номер знаменитой музыкальной группы. В отеле Донна видит свою мать с любовником. |    |                                           |                   |                                 |                  |         |
| 49 | 27 | «Mexican Standoff»                        | Брэдли Гросс      | Стив Вассерман и Джессика Клейн | 30 апреля 1992   | 10.8    |
| Бренда сбегает в Мексику вместе с Диланом, а Келли влюбляется в строителя Джейка Хэнсона, готовящего дом Тэйлоров к свадьбе Мэла и Джеки. |    |                                           |                   |                                 |                  |         |
| 50 | 28 | «Wedding Bell Blues»                      | Чарльз Брэйверман | Даррен Стар                     | 7 мая 1992       | 14.1    |
| После того, как Джим забирает Бренду с поста пограничного контроля, он запрещает дочери видеться с Диланом. В доме Тэйлоров прорывает трубу, и свадьбу решают устроить в доме Уолшей. Бренда злится на Брендона и Келли, когда друзья говорят ей, что девушка сама виновата в своих неприятностях.                                                                                              |    |                                           |                   |                                 |                  |         |

## Рейтинг
Премьера сезона собрала более, чем на 2 миллиона зрителей больше, чем предыдущий эпизод — показатель составил 11,6 миллиона с 17-й строчкой в списке шоу недели. Сезон показывал стабильные результаты, постепенно увеличивая аудиторию — финал сезона посмотрели рекордные 14,1 миллиона зрителей с 23 строчкой по результатам недели.
| Сезон | День недели | Сезон     | Позиция | Количество зрителей (в млн.) |
| ----- | ----------- | --------- | ------- | ---------------------------- |
| 2     | Четверг     | 1991-1992 | 49      | 17.6                         |

## Выход на видео
«Paramount Home Entertainment» выпустила весь второй сезон 1 мая 2007 года. Общая продолжительность серий на 8 дисках составила 1305 минут. В качестве дополнительных материалов на дисках были представлены интервью с Кристин Элис в короткометражном ролике «Our Favorite Valentine»; интервью с Джеймсом Экхаусом и Кэрол Поттер в «Meet The Walshes»; видео-обзор сезона «Everything You Need To Know About 90210 — Season 2». Как и в случае с релизом первого сезоны, в связи с проблемами с авторскими правами, большая часть изначальной музыки была заменена на новые композиции; кроме того, монтаж некоторых эпизодов был также изменён.
Выход коллекционного издания, содержащего эпизодов всех сезонов, назначен на 5 ноября 2013 года. Известно, что издание будет содержать эксклюзивный диск с новыми дополнительными материалами.